# باد داوغرتي
باد داوغرتي (بالإنجليزية: Bud Daugherty)‏ هو مدير فني أمريكي، ولد في 15 أبريل 1890 في ويزاتا في الولايات المتحدة، وتوفي في 12 سبتمبر 1937.